# 弗里亚镇 (费尔盖拉什)
弗里亚镇是葡萄牙波尔图区的一个堂区。总面积2.01平方公里，总人口664人，人口密度330.3人/平方公里。